# Han van Senus
Antonie Hendrikus Catharinus van Senus, detto Han (Rotterdam, 10 ottobre 1900 – Capelle aan den IJssel, 9 dicembre 1976), è stato un pallanuotista olandese.
Faceva parte della squadra dei Paesi Bassi che ha partecipato ai Giochi di Parigi 1924 e di Amsterdam 1928, questi ultimi disputati assieme al fratello Pieter.